# استئصال المهبل
استئصال المهبل أو استئصال غمد الخصية (بالإنجليزية: Vaginectomy)‏ هو إجراء جراحي لإزالة كل أو جزء من المهبل، ويستخدم عادة لعلاج السرطانات التي قد تصيب المهبل، إلا أنه وفي الآونة الأخيرة بات يُستخدم كجزء من بعض أنواع جراحات تغيير الجنس، خاصةً عند التحول الجنسي من أنثى إلى ذكر.

## أنواع العمليات
عملية استئصال المهبل يُمكن تقسيمها إلى نوعين من العمليات:
العملية التي بموجبها يتم إزالة المهبل بكامله، وهي التي تًسمى بالإزالة الجذرية، أما إذا كانت العملية تَهتم بإزالة الجزء العلوي من المهبل فقط فهيَ تُسمى الإزالة الجزئية. يتم اختيار العملية (سواء جذرية أو جزئية) على حسب شدة الحالة والمناطق المتضررة.
عادةً بعد عملية الإزالة الجذرية للمهبل، يتم اللجوء إلى جراحة تجميلية تُساعد في تجميل المهبل وتعميره مجدداً، وتُعرف هذه العملية باسم جراحة المهبل التجميلية، ويتم ذلك باستخدام الجلد وباقي العضلات من أجزاء أخرى من الجسم لأسباب جمالية.